# The Last Gentleman (film 1934)
The Last Gentleman è un film muto del 1934 diretto da Sidney Lanfield.

## Produzione
Il film fu prodotto dalla 20th Century Pictures.

## Distribuzione
Distribuito dall'United Artists, il film uscì nelle sale cinematografiche USA il 28 aprile 1934.